# Камышка (приток Томи)
Камышка — река в России, протекает в Томском районе и ЗАТО Северск Томской области. Устье реки находится в 27 км по правому берегу реки Томь (Кижировская протока). Длина реки составляет 41 км.
В районе реки запланировано строительство Северской АЭС.

## Данные водного реестра
По данным государственного водного реестра России относится к Верхнеобскому бассейновому округу, водохозяйственный участок реки — Томь от города Кемерово и до устья, речной подбассейн реки — Томь. Речной бассейн реки — (Верхняя) Обь до впадения Иртыша.
Код объекта в государственном водном реестре — 13010300412115200013084.